# Ertapenem
Ertapeném é um fármaco antibiótico da classe dos carbapenemas. Geralmente, não é administrado em menores de idade e em grávidas. Frações do ertapeném são excretadas no leite materno. É administrado juntamente com cloridato de lidocaína que é seu diluente. Apresenta como reações adversas principais,náuseas, cefaleia, flebite na veia perfundida e diarreia. Como contra-indicação é citado pacientes com histórico de reações anafiláticas a betalactâmicos, alérgicos a anestésicos locais do tipo amida, medicamentos de mesma classe e choque ou bloqueio cardíaco grave.